# 아스카 (프로레슬링 선수)
우라이 카나코(일본어: 浦井佳奈子/Urai Kanako, 1981년 9월 26일 ~ ) 일본의 여자 프로레슬링선수다. 2004년 프로레슬링 입문을 했다. 피니쉬는 스핀 킥, 카나 락/아스카 락(크로스페이스 치킨윙 위드 바디시저스), 빌리켄(런닝 힙 어택), 헨카이 좀비-카타메(레그 트랩 카멜 클러치), 카나곤(그라운디드 드래곤 슬리퍼). 시티드 후지와라 암바로 사용을 한다. WWE 링네임은 아스카(Asuka)다. 키는 161cm에, 몸무게는 62kg이다. 그리고 wwe 위민스 태그팀 챔피언이었으나 레슬매니아 36에서 알렉사 블리스와 니키 크로스에게 타이틀을 빼았겼다. 파트너는 카이리 세인이다. 그리고 2020년 5월 10일 머니 인 더 뱅크에서 승리했다. 그리고 러에서 임신 때문에 한동안 베키 린치에게 타이틀을 받았다. 하지만 사샤 뱅크스에게 타이틀을 빼앗기고 만다.

## 프로레슬러 데뷔
무토 케이지, 사야마 사토루, 후지와라 요시아키, 안토니오 이노키, 마에다 아키라, 타카다 노부히코, 후나키 마사카츠 등 일본 프로레슬링 선수들을 좋아하는 그래픽 디자이너였다. 그러다가 프로레슬러가 되길 결심하고 카나(Kana)라는 이름으로 2004년 일본 여성 프로레슬링 단체에 입문을 해 활동하던 중 만성 신장염으로 2006년에 잠시 은퇴했다. 이후에는 그래픽 디자이너로 다시 근무하다가 2007년 9월 JPW라는 단체에서 다시 복귀했다.
PVW의 산하단체인 NEO로 이적하여 타카하시 나나에, 나스키 타이요와 Passion Red라는 스테이블을 결성하여 2009년 태그팀 챔피언에 등극했다. 2010년에는 스테이블에서 탈퇴하고 해설을 맡다가 2010년 6월 타지리가 만든 단체인 Smash에 데뷔하지만 패배했다. 그리고 데뷔 경기 상대였던 슈리와 대립하면서 Smash내 최고의 악역으로 자리잡았다. 그 뒤론 회장인 타지리와 함께 다니며 활동했고 타지리와의 각본이 끝난 뒤론 쉬라이 시스터즈와 스테이블을 결성하여 활동했다. 2011년부터 아스카는 미국으로 건너와서 WNC, RJP, DDT, SHIMMER 등 여러 인디 단체에서 활동하며 경력을 쌓다가 2015년에 WWE의 NXT와 계약을 한다.

### WWE NXT 첫 데뷔
2015년 8월 NXT 테이크오버 : 브루클린의 관객석에서 모습이 잡혔으며 이틀 뒤에 WWE와 계약했다는 발표가 났다. 계약하면서 링네임을 아스카로 변경하여 9월에 NXT에서 데뷔하였다.
2015년 10월 테이크오버 : 리스펙트에서 데이나 브룩을 상대로 데뷔전을 가져 승리한 데 이어 런던에서는 에마를 상대로 승리하였다. 그리고 NXT 테이크오버: 런던에서 나이아 잭스를 상대로 NXT 위민스 챔피언십 방어에 성공한 베일리의 다음 상대에 대한 WWE.com의 투표에서 46%로 1위를 차지해 팬들의 압도적인 지지를 입증했다. 2016년 2월 베일리와 카멜라의 NXT 위민스 챔피언십 경기가 끝나고 이들을 구타하고 있던 에바 마리와 나이아 잭스 앞에 나타나 그들을 쫓아내고선 베일리의 타이틀을 원한다는 뜻을 보인 뒤 퇴장했다. 2016년 4월 1일에 열린 NXT 테이크오버:댈러스에서수)|베일리]]가 나이아 잭스와의 경기 도중 부상을 당하면서 NXT 테이크오버: 디 엔드에서 알렉사 블리스 & 카멜라를 꺾고 도전자 자격을 얻은 나이아 잭스와 격돌하게 되고 나이아 잭스의 체격과 힘 앞에 고전을 했지만 나이아 잭스를 최초로 핀폴로 이긴 선수가 되었다. 부상으로 NXT 위민스 챔피언십 재경기를 갖지 못했던 베일리가 재경기를 요구하자 NXT 테이크오버 : 브루클린 II에서 방어전을 가져 승리하였다. 당일 메인이벤트였던 NXT 챔피언십 경기에서 나카무라 신스케가 승리함에 따라 NXT의 남성 타이틀과 여성 타이틀 모두 일본인 레슬러가 차지하게 되었다. NXT 테이크오버: 토론토에서는 미키 제임스를 상대로 NXT 위민스 챔피언십을 방어했다. 2017년 1월 1일자로 페이지의 최장기간 NXT 위민스 챔피언십 보유 기록을 경신했다.
백스테이지에서 NXT 위민스 챔피언 벨트를 본 니키 크로스의 표적이 되었고, 2017년 1월 11일자 NXT에서 경기장으로 이동하다 빌리 케이와 페이턴 로이스에게 습격을 당한다. 이에 아스카는 빌리 케이와 페이턴 로이스가 자버들을 이기고 자축하는 도중 나왔다가 다시 당하던 중 도와주는 듯 싶던 니키 크로스에게 미사일 드롭킥을 맞았다. 이에 GM인 윌리엄 리걸을 찾아가 셋을 상대로 페이탈 포 웨이 NXT 위민스 챔피언십 방어전을 가지겠다고 제안한 후 NXT 테이크오버: 샌 안토니오에서 타이틀을 방어했다.
리브 모건, 앰버 문, 페이턴 로이스의 3자간 경기를 통해 새로 도전자가 된 페이턴 로이스를 상대로 NXT 위민스 타이틀을 방어했다. 그러나 경기 후 빌리 케이와 페이튼 로이스에게 다굴을 당하다가 앰버 문이 뛰어나와 아스카를 구해주지만 아스카는 앰버 문을 보고는 씩 웃으며 벨트를 들어올려 도발한다.
브레이 와이어트가 언급하던 시스터 아비게일의 후보를 뽑는 WWE 홈페이지의 투표에서 1위에 선정되었다. 하지만 2017년 2월 28일 스맥다운 라이브에서 랜디 오턴이 브레이 와이어트의 은신처를 태우는 퍼포먼스를 할 때 시체로 썩고 있는 시스터 아비게일이 등장하며 의미가 없어졌다.
4월 1일 열린 NXT 테이크오버: 올랜도 - 엠버 문을 상대로 치열한 경기를 치르다가 엠버 문의 피니쉬 무브인 이클립스가 시전되기 직전에, 탑 로프에 서 있는 엠버 문을 향해 심판을 밀어 부딪히게 만들면서 엠버 문을 떨어뜨린 뒤에 라운드 하우스 킥으로 마무리하면서 타이틀 방어에 성공했다. 당일부터 새로운 디자인의 NXT 위민스 챔피언십 벨트를 사용하게 되었다.
5월 21일 NXT 테이크오버: 시카고 - 새로운 넘버원 컨텐더를 가리기 위한 여성 배틀로얄 매치가 펼쳐지며 루비 라이엇, 니키 크로스, 앰버 문이 최후의 3인으로 남게 된 순간 아스카가 난입 후 세 선수를 공격하며 경기를 중단하게 만들었다. 아스카에 횡포에 분노한 단장인 윌리엄 리걸이 오히려 세 선수를 모두 도전자로 지목하며 페이탈 포 웨이 경기를 성사시키나 부상을 입은 엠버 문이 제외되며 루비 라이엇과 니키 크로스가 포함된 트리플 쓰렛 매치를 치르게 된다. 해당 경기 바로 전에 펼쳐진 UK 챔피언십이 워낙 명경기를 펼치며 관객들의 반응이 상당히 달아올랐던 후인 탓에 비교적 반응이 쉽게 나오지 못했지만 후반 세 선수가 기습 아스카 락, 수어사이드 다이브, 에이프런 리버스 DDT 등으로 어느 정도 반응을 끌어냈다. 마지막 니키 크로스를 커버하던 루비 라이엇에게 기습 샤이닝 위저드를 시전한 뒤에 두 선수를 동시에 커버하며 또 다시 타이틀을 방어한다.
174연승을 기록하며 골드버그의 연승기록을 넘어섰다고 트위터에 올라왔다. 골드버그의 173연승은 WCW가 중간에 5승 10승씩 뻥튀기하며 엉터리로 추가했기 때문에 사실상 골드버그의 기록은 이미 오래전에 뛰어넘었다. 아스카는 골드버그를 향한 존중과 연승의 자부심을 인스타그램에 올렸고, 골드버그도 아스카를 칭찬하는 한편 연승 기록을 축하해줬다.
2017년 6월 14일에 방영된 NXT에서 니키 크로스와 루비 라이엇을 상대로 제거 방식의 방어전을 치루는데, 루비 라이엇이 제거된 후에 경기는 더블 카운트 아웃으로 무효 처리가 되지만 니키 크로스와 백 스테이지까지 가서 치열한 싸움을 벌인다. 2017년 6월 28일 NXT에서 라스트우먼 스탠딩 매치로 니키 크로스와 재경기를 가졌고, 접힌 의자더미 위로 파워 밤을 맞는 등 위기가 있었지만 사다리에서 아나운서 테이블 위로 슈퍼플렉스를 시전한 후 10카운트 내에 일어나 승리한다.
2017년 7월에 부상당했던 엠버 문이 복귀해 아스카에게 도전하면서 다시 한 번 대립이 시작된다. NXT 테이크오버: 브루클린 3에서 엠버 문이 부상당했던 부위를 집요히 공격하다가 반격당해 엠버 문의 이클립스를 맞지만 킥아웃했고, 공방 끝에 엠버 문에게 기습 아스카 락을 걸어서 또 다시 타이틀을 방어했다. 경기 중에 관중석에 있던 베키 린치를 도발하며 엠버 문에게 디스 암 허를 거는 장면도 있었다.
브루클린 3에서 쇄골부상을 당해서 회복기간이 6~8주로 전망되자 2017년 9월 6일 NXT 방영분에서 NXT 위민스 타이틀을 반납하고, 부상에서 회복하면 메인 로스터로 콜업될 예정이라고 밝혔다

### NXT를 넘어 RAW로 데뷔
그리고 WWE 러를 통해 2017년 10월 22일 진행예정인 WWE TLC 2017에서 등장을 했으나 엠마를 상대로 서브미션 승리를 거뒀다. 그리고는 다음날 WWE Raw에서 2017년 10월 23일날도 엠마로부터 이기고 지역 레슬러도 이기고 또한 서바이버 시리즈 2017에서 팀 Raw에서 도우면서 이기고 게다가 뜬끔없이 데이나 브룩을 상대로 승리를 하다가 그러더니 페이지, 소냐 드빌, 맨디 로즈를 상대를 하려고 했는데 조심히 링에서 밖으로 나가면서 미소를 짓고 간다.(참고로 뭔가가 안싸우려고 아예 조심히 링에서 밖으로 나간것 같다.)2017년 12월 4일 WWE Raw에서도 페이지, 드빌, 로즈를 상대를 하려고 했는데도 링 밖에 나가고 만다.(이때 페이지, 드빌, 로즈가 폭스한테 마구 공격을 하는 사건으로 끝나고 만다.)2017년 12월 11일 WWE Raw에서 앨리샤랑 대결을 했는데... 그러더니 이번엔 페이지, 소냐, 맨디랑 갑자기 닥쳐오기 시작을 하고 그리고는 맨디, 페이지, 소냐를 공격을 하려고 했지만 역부족이며 그가 위기가 닥쳐오자 그러더니 사샤, 알렉사, 미키, 데이나, 베일리, 나이아, 앨리샤까지 모두 총 공격을 하면서 링 안으로 다시 들어와 페이지, 소냐, 맨디 로즈까지 공격을 하면서 링 밖으로 쫓아내버리고 만다. 2017년 12월 25일 WWE Raw에서는 뭔가가 알렉사한테 관심을 보이면서 알렉사 블리스한테 공격을 하면서 끝내 마무리 짓는다. 2018년 1월 8일 진행된 WWE 러에서 나이아 잭스한테 런닝 섬머솔트 센턴을 당하고 만다. 2018년 1월 16일 진행된 WWE 러에서 나이아 잭스와 대결을 하려고 했지만 TKO로 승리를 하게 된다.(나이아가 잠시 후... 부상을 당하는 모습이 포착된다.) 2018년 1월 28일 WWE 로얄 럼블 2018에서 여성 로얄 럼블매치에 참가를 했으나 일본인 최초로 우승을 했다!! 2018년 2월 25일 WWE 일리미네이션 체임버 2018에서 나이아 잭스 상대를 하면서 레슬매니아 34에서 참가를 하게 된다. 그리고 2018년 3월 ~ 4월까지는 샬럿 플레어랑 대립을 하고 있다가 그리고 마침내 WWE 레슬매니아 34에서 끝내 타이틀을 가져가지 못해서 연승기록이 끝이났다.

### 스맥다운에서 등장
2018년 4월 17일 WWE 스맥다운에서 빌리 케이, 페이턴 로이스에게 공격을 당하는 샬럿 플레어, 베키 린치를 구해주고 결국은 이내 스맥다운에서 이적을 하면서 건너왔다!! 2018년 5월 ~ 7월까지는 카멜라랑 대립을 하기 시작을 하는데 WWE 머니 인 더 뱅크 2018에서 마침내 복귀했던 제임스 엘스워스때문에 지고 말았다가 WWE 익스트림 룰즈 2018에서는 아예 지고 만다. 그리고 WWE 스맥다운 2018년 9월 4일 9월 ~ 10월까지 이분 아이코닉스를 대립을 한다. 다만 나오미랑 같이 말이지만 아쉽게도 지고 만다. WWE 에볼루션 2018에서 참가를 했지만 탈락을 당한다. 그리고 2018년 11월 27일 WWE 스맥다운에서 배틀 로얄매치중에서 드디어 쓰리플 매치에서 결정했고 2018년 11월부터는 베키 린치와 샬럿 플레어랑 대립을 하고 있다. 그럼에도 불구하고 2018년 12월 16일 진행되었던 WWE TLC 2018에서 승리를 거두고 일본인 최초로 생애 첫 WWE 스맥다운 위민스 챔피언에 오른다. 그리고 2018년 12월 ~ 2019년 1월까지 베키랑 대립을 했지만 WWE 로얄 럼블 2019에서 방어를 했고 그리고 2019년 2월 ~ 3월까지 맨디 로즈랑 대립을 했으며 방어를 하고 2019년 3월 26일 WWE 스맥다운에서 WWE 스맥다운 위민스 챔피언을 잃게 된다. WWE 레슬매니아 35에서 배틀로얄 매치중에서 참가를 했지만 실패를 거둔다. 그후 4월 16일 진행되었던 WWE 스맥다운에서 같은 일본 출신 레슬러이자 NXT에서 건너온 카이리 세인과 같이 붙어 다니면서, 5월 14일 런던 녹화부터 메니저인 페이지와 함께 '가부키 워리어즈'라는 명으로 활동하기 시작했다.

## 수상
- 아이언맨 헤비메탈웨이트 챔피언 (5회)
- JWP 오픈웨이트 챔피언 (1회)
- 베스트 바우트 어워드 (2013) 카나지마 아리사
- 에너미 어워드 (2013)
- 쿠즈 프로 디바 챔피언 (1회)
- NEO 태그팀 챔피언 (1회) - 타카하시 나마에
- 원 데이 태그팀 토너먼트 (2011) - 시라이 미오
- 랭크드 넘버3 오프 더 탑 50 피멜 싱글즈 레슬러 인 더 PWI 피멜 50 인 2016
- 웨이브 태그팀 챔피언 (2회) - 나카지마 아리사(1회), 시라이 미오(1회)
- 클러치 오프 웨이브 (2011)
- 듀얼 쇼크 웨이브 (2011) - 쿠리하라 아유미
- 레이나 월드 태그팀 챔피언 (1회) - 나카지마 아리사
- 레이나 월드 위민스 챔피언 (1회)
- 레이나 월드 태그팀 챔피언 토너먼트 (2014) - 나카지마 아리사
- 스매쉬 디바 챔피언 (2회)
- 스매쉬 디바 챔피언 토너먼트 (2011)
- WWE NXT 위민스 챔피언 (1회)
- WWE NXT 이열 엔 어워드 포 피멜 컴페리럴 오프 더 이열 (2016)
- WWE 위민스 챔피언 (신 버전) (3회)
- WWE 스맥다운 위민스 챔피언 (1회)
- WWE 위민스 태그팀 챔피언 (4회) - 카이리 세인 (2회), 샬럿 플레어 (1회), 알렉사 블리스 (1회)
- WWE 로얄 럼블 (2018)
- WWE 머니 인 더 뱅크 (위민스 2020)
- 3대 여성 WWE 트리플 크라운
- 2대 여성 WWE 그랜드 슬래머